# Windsbach
Windsbach – miasto w Niemczech, w kraju związkowym Bawaria, w rejencji Środkowa Frankonia, w regionie Westmittelfranken, w powiecie Ansbach. Leży ok. 20 km na południowy wschód od Ansbachu, nad rzeką Fränkische Rezat.

## Dzielnice
W skład miasta wchodzą następujące dzielnice: 
| - Bertholdsdorf - Brunn - Buckenmühle - Elpersdorf - Hergersbach - Hölzleinsmühle - Hopfenmühle - Ismannsdorf - Kettersbach - Kitschendorf | - Kugelmühle - Lanzendorf - Leipersloh - Moosbach - Neuses - Retzendorf - Sauernheim - Schwalbenmühle - Speckheim - Suddersorf | - Thonhof - Untereschenbach - Veitsaurach - Waldhaus - Wernsmühle - Windsbach - Winkelhaid - Winterhof - Wolfsau |